# پیر کلوآرک
پیر کلوآرک (فرانسوی: Pierre Cloarec‎; ۱۴ مارس ۱۹۰۹ – ۷ دسامبر ۱۹۹۴) دوچرخه‌سوار اهل فرانسه بود.